# Dol, Gornji Grad
Dol este o localitate din comuna Gornji Grad, Slovenia, cu o populație de 166 de locuitori.